# Ruggero Vasari
Ruggero Vasari (Messina, 1898 - aldaar, 1968) was een Italiaans futuristisch dichter en toneelschrijver en uitgever.

## Levensloop
Vasari is in de jaren twintig correspondent van het futurisme in Duitsland en hoofdredacteur van het tijdschrift Der Futurismus.
Begin 1921 was Vasari samen met Corrozza woordvoerder van de futuristen op een manifestatie in Santa Lucia. Deze manifestatie was gericht tegen het katholicisme en de opvoeding, waarin het priesterlijk gezag domineerde. De manifestatie duurde verschillende avonden en trok veel publiek (autoriteiten, geestelijken, studenten, professoren, kunstenaars, enz.). Deze avonden werden steeds afgesloten met de kreten "abbasso i preti" (weg met de priesters), wat beantwoord werd met "abbasso gli arrostitori" (weg met de heethoofden).
Van 29-31 mei 1922 is hij aanwezig op het ‘Eerste Internationaal Congres van Progressieve Kunstenaars’ in Düsseldorf. In 1924 is hij uitgever van kunstboeken in Parijs.

## Werk

### Toneelstukken
- Tre Razzi Rossi. Milano: Edizioni Futuriste di "Poesia", 1921.
- La mascherata degli impotenti. Roma: Edizioni NOI, 1923.
- L'Angoscia delle macchine. Torino: Rinascimento, 1925.
- Tung-ci - Raun. 1932.

### Dichtbundel
- Venere sul Capricorno. Napoli: Casella Editore, 1928.

- Bibliothèque nationale de France: cb15515883v (data)
- Gemeinsame Normdatei: 117350818
- International Standard Name Identifier: 0000 0000 4821 2425
- Library of Congress Control Number: no2006053002
- Istituto Centrale per il Catalogo Unico: RAVV068934
- Virtual International Authority File: 15544041
- WorldCat: E39PCjG87ptVqTFMb4d8DDJXcX